# I Know (2008 Version)
I Know (2008 Version) è un singolo del gruppo musicale britannico Placebo, pubblicato il 4 agosto 2016 come primo estratto dalla nona raccolta A Place for Us to Dream.

## Descrizione
Il singolo consiste in una nuova versione del brano I Know, contenuto originariamente nell'album di debutto del gruppo del 1996. Seppur pubblicato per la prima volta in A Place for Us to Dream del 2016, il gruppo ha scelto di indicare il 2008 come anno della versione del brano in quanto essa veniva suonata nelle esibizioni dal vivo a partire da quell'anno, differente dall'originale specie per la parte vocale.

## Tracce
Testi e musiche dei Placebo
1. I Know (2008 Version) – 5:03